# Конклав 1878 года
Конклав 1878 года последовал по смерти папы римского Пия IX в Апостольском дворце в Ватикане 7 февраля 1878 года. Конклав прошёл в обстоятельствах, отличных от таковых любого предыдущего Конклава.

## Уникальные обстоятельства
Уникальными обстоятельствами были:
- Самое длинное правление умершего Папы римского, начиная со Святого Петра, подразумевалось, что Пий IX имел большую возможность чем любой Папа римский в истории, чтобы сформировать Священную Коллегию Кардиналов, выбирая людей, которые разделили его мировое и религиозное видение.
- Первый Конклав, на котором выбрали человека, который будет править как папа римский, но не как суверен Папской области, последняя была уничтожена объединением Италии в 1870 году.
- Замена места Конклава, так как предыдущее место Конклава, используемое на большинстве папских Конклавов в девятнадцатом столетии, бывшая папская резиденция, Квиринальский дворец был больше не в папской собственности, а был теперь дворцом короля Италии.

## Вопросы, с которыми столкнулись кардиналы
Когда кардиналы собрались, они столкнулись с дилеммой. Они должны выбрать римского папу, который бы продолжил поддерживать реакционные религиозные и политические представления Пия IX, и продолжал бы отказываться принимать итальянский Закон о Гарантиях, который гарантировал Папе римскому религиозную свободу в королевстве Италии? Или они должны отвернуться от политики Пия IX и выбрать более либерального Папу, который мог бы поработать для компромисса с королём Италии? Выбор такой политики был бы отмечен как предательство Пия IX, его прокламации Папы, как «узника Ватикана».
Другие более широкие включенные проблемы:
- церковно-государственные отношения в Италии, Третьей Республике во Франции, в Ирландии и Соединённых Штатах Америки;
- ересь, названная позже папой Львом XIII — ересью Американизма;
- Разногласия в Церкви, вызванные провозглашением догмата о папской непогрешимости, Первым Ватиканским собором;
- Статус Первого Ватиканского собора, который был приостановлен после Итальянского «освобождения» Рима, но никогда не был завершен.

Была ещё одна проблема, стоявшая перед кардиналами, после длительного правления Пия IX. Они должны выбрать другого молодого римского папу, который бы мог править в течение десятилетий, или они должны выбрать старого человека и короткое правление?

## Конклав
В связи с тем, что много церковных людей верили, что была «нестабильная» и «антикатолическая» ситуация в Риме, который больше не управлялся Церковью, некоторыми кардиналами, особенно кардиналом-архиепископом Вестминстера Мэннингом, было предложено, чтобы Конклав был проведен вне Рима, возможно даже вне Италии, в Испании. Однако камерленго — кардинал Джоакино Печчи, думал иначе. Имея влиятельный голос среди кардиналов, он предложил не покидать Ватикан, а провести голосование, как обычно, в Риме. Конклав, наконец собрался в Сикстинской капелле в Ватикане 18 февраля 1878 года.
Необычным для Конклавов стало то, что документы голосования стали достоянием общественности.

### Первая баллотировка (утро19 февраля)
На первой баллотировке, которая имела место утром 19 февраля, голосование было следующим:
- кардинал Печчи — 19 голосов;
- кардинал Бильо — 6 голосов;
- кардинал Франки — 4 голоса.

### Вторая баллотировка (полдень19 февраля)
- Печчи — 26 голосов;
- Бильо — 7 голосов;
- Франки — 2 голоса.

### Третья баллотировка (утро20 февраля)
- Печчи — 44 голоса, избран папой римским.

## Результат, значения, и последствия
Выбор кардинала Печчи, который взял тронное имя Папа римский Лев XIII, был победой для либералов. Джоакино Печчи был эффективным епископом, чья епархия успешно передвигалась от Папской области до Итальянского королевства, без проблем для Церкви. Он был замечен как дипломатический прагматик с тактом, и противники негибкости предыдущего понтифика полагали, что Пий IX испытывал недостаток в этом. В 68 лет Лев XIII был также достаточно молод, чтобы работать без относительных проблем для своего здоровья, но достаточно стар, чтобы предложить перспективу относительно короткого правления от десяти до пятнадцати лет. Принимая во внимание, что Пий IX, как было замечено, изолировал Церковь от международного общественного мнения (его загон евреев в гетто, и лечение меньшинств были осуждены мировыми лидерами типа Уильяма Юарта Гладстона), Лев XIII был замечен как «интернационалист», который мог вернуть назад некоторое международное уважение Ватикана.
Папа римский Лев XIII прибыл, чтобы быть замеченным как воплощение драматического различия от папства Папы Пия IX. Однако в одной области они оказались схожи. Несмотря на плохое здоровье, он правил неожиданно долго, в течение 25 лет, став третьим из наиболее длинно правящих римских пап в истории (пока его рекорд не был превзойден Папой Иоанном Павлом II в двадцать первом столетии). Хотя ожидался короткий понтификат, Лев XIII удивил всех, дожив до 93 лет, и умер 20 июля 1903 года.

## Статистика Конклава 1878 года
| Продолжительность       | 2 дня                |
| Число баллотировок      | 3                    |
| Выборщики               | 64                   |
| ----------------------- | -------------------- |
| Отсутствовали           | 3                    |
| Присутствовали          | 61                   |
| Африка                  | 0                    |
| Латинская Америка       | 0                    |
| Северная Америка        | 0                    |
| Азия                    | 0                    |
| Европа                  | 61                   |
| Океания                 | 0                    |
| Ближний Восток          | 0                    |
| Итальянцы               | 40                   |
| ИСПОЛЬЗОВАЛОСЬ ЛИ ВЕТО? | НЕТ                  |
| СКОНЧАВШИЙСЯ ПАПА       | ПИЙ IX (1846—1878)   |
| НОВЫЙ ПАПА              | ЛЕВ XIII (1878—1903) |